# 4052 Crovisier
4052 Crovisier este un asteroid din centura principală, descoperit pe 28 februarie 1981 de Schelte Bus.